# Phrynobatrachus rouxi
Phrynobatrachus rouxi es una especie  de anfibios de la familia Ranidae.

## Distribución geográfica
Se encuentra en Uganda.  